# 郭跃进 (1958年)
郭跃进（1958年3月—），男，汉族，湖北松滋人，中华人民共和国政治人物，中国民主建国会中央委员会常务委员，曾任湖北省政协副主席。

## 生平
中南财经大学经济系研究生毕业，后留校任教。1988年起，在中南财经大学担任助教、讲师、副教授、教授、博导。
2000年起进入政界，任湖北省工商局副局长。2006年加入中国民主建国会，担任民建中央委员、湖北省委副主委。2008年，当选第十一届全国政协委员，代表中国民主建国会，分入第八组。。
2013年1月，任湖北省政协副主席，民建中央常委、省委主委，湖北省工商局副局长。2023年1月，换届不再担任湖北省政协副主席。